# Danny Romero (DJ)
Danny Romero (* 21. Mai 1995 in Las Palmas de Gran Canaria) ist ein spanischer DJ, Sänger und Produzent.

## Biografie
Der Vater von Danny Romero ist Liedermacher, und so begann er selbst früh mit dem Musikmachen. Allerdings zog es ihn eher in Richtung elektronische Musik (Electrolationo, Latin House). Mit 15 Jahren machte er erstmals mit dem Remix des Lieds Campanera auf sich aufmerksam. Seinen ersten eigenen Singleerfolg hatte er 2012 mit dem Stück Agáchate, bei dem er auch selbst sang. Es erreichte Platz 42 der spanischen Charts. Ein Jahr später hatte er mit Motívate seinen ersten Top-20-Hit, der in zwei Versionen bei YouTube über 20 Millionen Aufrufe anhäufte. Es folgten zahlreiche weitere Veröffentlichungen, auch mit anderen Musikern wie José de Rico und Juan Magán, die es immer wieder in die offiziellen Charts schafften.

## Diskografie

### Alben
- 2018: 11:11

### Singles
| Jahr | Titel Album              | Höchstplatzierung, Gesamtwochen, AuszeichnungChartsChartplatzierungen (Jahr, Titel, Album, Platzierungen, Wochen, Auszeichnungen, Anmerkungen) | Anmerkungen                                                         |
| Jahr | Titel Album              | ES | Anmerkungen                                                         |
| ---- | ------------------------ | --- | ------------------------------------------------------------------- |
| 2012 | Agáchate –               | ES42 Platin · (4 Wo.)ES |                                                                     |
| 2013 | Motívate –               | ES18 Platin · (13 Wo.)ES |                                                                     |
| 2014 | Cosas locas –            | ES46 Platin · (3 Wo.)ES | Erstveröffentlichung: 17. März 2014                                 |
| 2015 | 18 años The King is Back | ES60 (6 Wo.)ES | Erstveröffentlichung: 19. Januar 2015 Juan Magán feat. Danny Romero |
| 2015 | Bandida 11:11            | ES16 Platin · (48 Wo.)ES | Erstveröffentlichung: 27. April 2015 feat. Maluma                   |
| 2015 | Punto final 11:11        | ES50 Gold · (27 Wo.)ES | Erstveröffentlichung: 4. Dezember 2015                              |
| 2016 | La oportunidad –         | ES93 (3 Wo.)ES | Erstveröffentlichung: 10. Juni 2016 feat. Carlitos Rossy            |
| 2019 | De tranquilote –         | ES4 ×3Dreifachplatin · (40 Wo.)ES | Erstveröffentlichung: 28. Juni 2019 mit Lérica                      |
| 2020 | El Hipo –                | ES24 Platin · (17 Wo.)ES | Erstveröffentlichung: 19. Juni 2020 feat. Juan Magán                |

Weitere Singles
- 2016: No creo en el amor (feat. Sanco, ES: Gold)

### Gastbeiträge
| Jahr | Titel Album                 | Höchstplatzierung, Gesamtwochen, AuszeichnungChartsChartplatzierungen (Jahr, Titel, Album, Platzierungen, Wochen, Auszeichnungen, Anmerkungen) | Anmerkungen                                                                      |
| Jahr | Titel Album                 | ES | Anmerkungen                                                                      |
| ---- | --------------------------- | --- | -------------------------------------------------------------------------------- |
| 2012 | Tu Y Yo –                   | ES24 (3 Wo.)ES | Erstveröffentlichung: 20. November 2012 Juan Magan feat. DCS & Danny Romero      |
| 2014 | En el buzón de tu corazón – | ES21 (5 Wo.)ES | Erstveröffentlichung: 14. Januar 2014 Carlos Baute feat. Danny Romero            |
| 2014 | Soltera –                   | ES35 (4 Wo.)ES | Erstveröffentlichung: 3. März 2014 José de Rico feat. Danny Romero & Fito Blanko |

Weitere Gastbeiträge
- I Feel Alone / David Cuello feat. Danny Romero (2011)